# Biblioteca Nacional de Moçambic
La Biblioteca Nacional de Moçambic és un edifici construït en 1904 per allotjar la llavors Oficina d'hisenda de l'Àfrica Oriental Portuguesa. L'edifici fou projectat per l'arquitecte Mário Veiga, i va acollir la biblioteca el 1961. Està situada a l'Avenida 25 de Setembro, a Maputo.
La Biblioteca Nacional de Moçambic també és responsable del sistema de dipòsit legal de Moçambic.

## Estructura organitzativa
L'estructura organitzativa de la Biblioteca Nacional de Moçambic va ser creada per Diploma ministerial del Ministeri de Cultura de Moçambic n. 103/92 de 22 de juliol. Es van establir quatre unitats de la Biblioteca Nacional, a saber:
- La Direcció, que s'encarrega de la gestió global de la biblioteca;
- Departament de Tecnologia i Capacitació, que porta a terme el processament tècnic de tots els materials rebuts per la Biblioteca Nacional, consulta sobre el funcionament de les sales de lectura i dipositari, assegura un servei de consulta general i la informació bibliogràfica, i implementa la formació institucional.
- Departament de Preservació i Conservació, que s'encarrega de la conservació, la restauració i la unió dels materials de la Biblioteca Nacional.
- Divisió d'Administració i Finances, que gestiona l'administració bàsica, finances i recursos humans i relacions públiques de la Biblioteca Nacional. També coordina el Sistema Nacional de Bibliotecas Públicas.